# Andrij Potebnia
Andrij Opanasowycz Potebnia, także Andriej Afanasjewicz Potiebnia,  Andrzej Potebnia (ukr. Андрій Опанасович Потебня, ros. Андрей Афанасьевич Потебня; ur. 19 sierpnia?/31 sierpnia 1838 we wsi Perekopiwka w powiecie romneńskim guberni połtawskiej, zm. 5 marca 1863 pod Skałą) – oficer armii rosyjskiej pochodzenia ukraińskiego, antycarski spiskowiec i uczestnik powstania styczniowego po stronie polskiej.

## Życiorys
W 1856 roku ukończył Konstantynowski Korpus Kadetów w Petersburgu. Służył w pułku szlisselburskim (od 1861 roku w stopniu porucznika). Oficer rosyjski w Królestwie Polskim.
W 1861 założył tajny Komitet Oficerów Rosyjskich w Polsce. 15 czerwca 1862 roku w Ogrodzie Saskim dokonał nieudanego zamachu na namiestnika Królestwa Polskiego Aleksandra Lüdersa, w odwecie za znęcanie się w śledztwie nad zatrzymanymi oficerami, członkami konspiracji. Jego ucieczkę współorganizowała Pelagia Zgliczyńska, żona Jarosława Dąbrowskiego. Ukrywała zamachowca w swoim mieszkaniu.
Wziął udział w powstaniu styczniowym. Po bitwie pod Pieskową Skałą, pod wodzą Langiewicza i Jeziorańskiego walczył w Skale i tam poległ.
Jego brat Ołeksandr był językoznawcą.

## Upamiętnienie
Ulice noszące jego imię znajdują się w Jaworznie, w Krakowie w Starym Podgórzu we Wrocławiu na Sępolnie, oraz w Skale, pod którą poległ.